# Fångsländor
Fångsländor (Mantispidae) är en familj i insektsordningen nätvingar som innehåller omkring 400 arter.

## Kännetecken
Fångsländor påminner till utseendet något om bönsyrsor, då fångsländornas framben liksom hos bönsyrsorna har utvecklats till speciellt anpassade taggiga fångstben, men är betydligt mindre än dessa. Fångsländorna har också liksom bönsyrsorna en förlängd mellankropp, vilket ytterligare bidrar till likheterna i utseende. Färgteckningen varierar från brunaktiga till grönaktiga och gulaktiga inslag. 
Arterna varierar i storlek mellan 3 och 30 mm.

## Utbredning
Fångsländor förekommer främst i tropiska och subtropiska områden. Några arter finns också i mildare tempererat klimat, som Mantispa styriaca i södra Europa. I Sverige finns ingen art ur denna familj.

## Levnadssätt
De fullbildade insekterna är predatorer som fångar andra små insekter med hjälp av sina framben. De flesta är nattaktiva och har inte så god flygförmåga. Honorna lägger vanligen stora mängder ägg, upp till några hundra per hona, ofta i grupper. Som andra nätvingar har fångsländor fullständig förvandling. Larvutvecklingen hos några fångsländor är mycket specialiserad och omfattar en genomgripande omvandling av kroppsbyggnaden, så kallad hypermetamorfos. De flesta arters larver livnär sig som parasit på larver av bin, getingar och skalbaggar, en del även på äggkokonger av spindlar.